# Euragallia calibera
Euragallia calibera är en insektsart som beskrevs av Paul S. Cwikla och Delong 1985. Euragallia calibera ingår i släktet Euragallia och familjen dvärgstritar. Inga underarter finns listade i Catalogue of Life.